# 2000년 하계 올림픽 태권도
제27회 하계 올림픽 태권도 경기는 2000년 9월 27일부터 30일까지 오스트레일리아 시드니에서 열렸다. 남여 각 네 체급으로 나뉘어 진행된 이 대회에는 총 103명이 참가했다.